# 沪杭公路
沪杭公路，又称老沪杭公路，是中國大陸第一条省际国家公路，目前为中華人民共和國上海市奉賢區和金山區的一條道路，全長34.6千米，共分兩段，北段北起黃浦江邊，南至航南公路。南段北起航南公路（北段終點西側），南至金山區與浙江省交界處。起初道路起讫點為上海宛平南路和杭州清泰門，全长216公里，後逐步縮短至現狀。

## 路线
上海段起初为沪闵南柘路，联通上海、闵行、南桥、柘林，首先开通沪闵公路，后开通余下路段。上海段曾为320国道之一部分，后先后降格为上海103省道、奉贤县道。金一东路自沪杭公路至新城路路段是金山首条落叶景观道路。2019年，228国道，即新沪杭公路，正式开通。
老沪杭公路杭州市区段为今日的秋涛路和杭海路，但杭海路部分路段现已拆除。浙江境内的老沪杭公路也被称为翁金线，翁指海宁翁家埠，金指平湖金絲娘橋。海宁段留存有翁金线，被媒体称为“海宁最美公路”，并在浙江在线2015年“寻找浙江最美自驾路线”活动中获得节目推荐。

## 历史
沪杭公路上海段始建于1922年。1920年8月，开始修筑沪闵南柘路。1922年5到12月，沪闵路段通车。1932年2月，开始运营沪闵公路客运班车，是中国第一条企业自建并经营长途客运的公路。沪杭公路浙江段始建于1925年，始建路段为杭州至海宁闸口段，1928年6月通车，1930年延长至乍浦。
1932年，淞沪停战之后，国民政府下令修建三省联络公路。为此，浙江方面沿海塘塘基修成乍浦至金丝娘桥段。上海方面開始建造闵行到柘林路段，同年10月10日建成通車，并与浙江公路网联通，自此沪杭公路全线建成通车。西闵线轮渡站成为中国第一家汽车轮渡，以衔接沪杭公路。沪杭公路开通后，开始进行公路客运服务，设立平湖、乍浦、金山嘴、闵行等站点，但因为票价昂贵，乘客较少，大多数人选择使用铁路往返杭州和上海之间。
1934年11月13日，史量才在滬杭公路蔣家埠路段被刺殺。1937年11月，日軍從杭州灣登陸金絲娘橋和柘林鎮後，沿滬杭公路北上進攻上海。抗日战争胜利后，浙江省交通管理处与平湖县政府出面组织当地居民义务修路，并由国军监督日军俘虏参与修复路面和桥梁。1947年6月，乍浦至海宁段恢复通车。8月，嘉兴、平湖、乍浦境内的公路全部恢复通车。1952年，平湖县政府又组织民工对道路进行修复，后不断经历修复和改建。

## 主要交汇道路（北向南）
- 闵浦二桥接沪闵路
- 西闸公路
- 大叶公路
- 环城北路
- 东方美谷大道
- 航南公路
- 南亭公路
- 平庄西路
- 港漕公路
- 奉柘公路
- 天华路
- 漕廊公路
- 亭卫南路
- 杭州湾大道
- 卫六路

## 沿线轨道交通
- 西闸公路口：5西渡站
- 大叶公路口：5萧塘站
- 东方美谷大道口：5奉浦大道站
- 亭卫南路口：金山金山卫站

## 图集

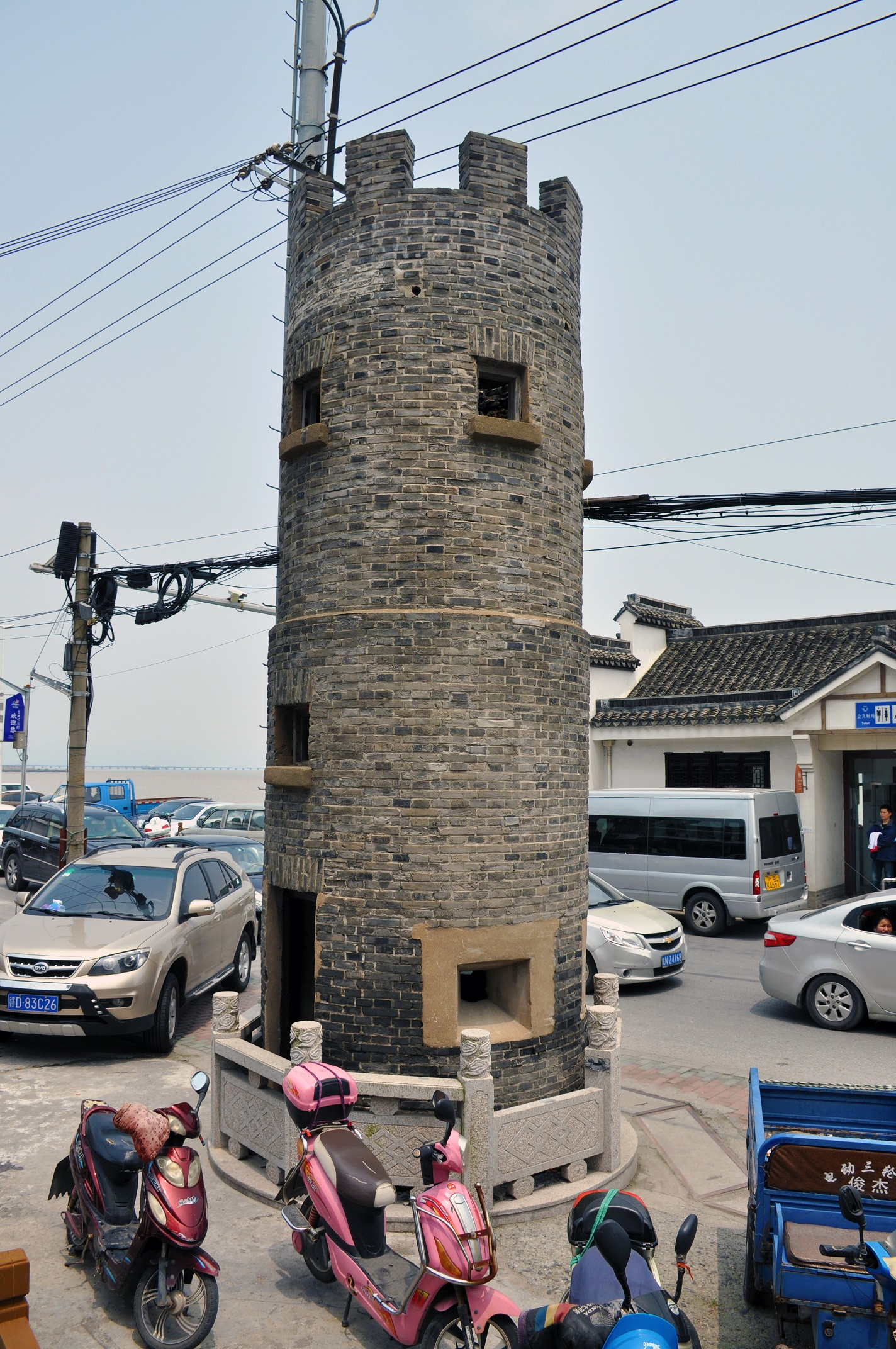
山阳镇渔业村7组老沪杭公路北侧海岸瞭望台
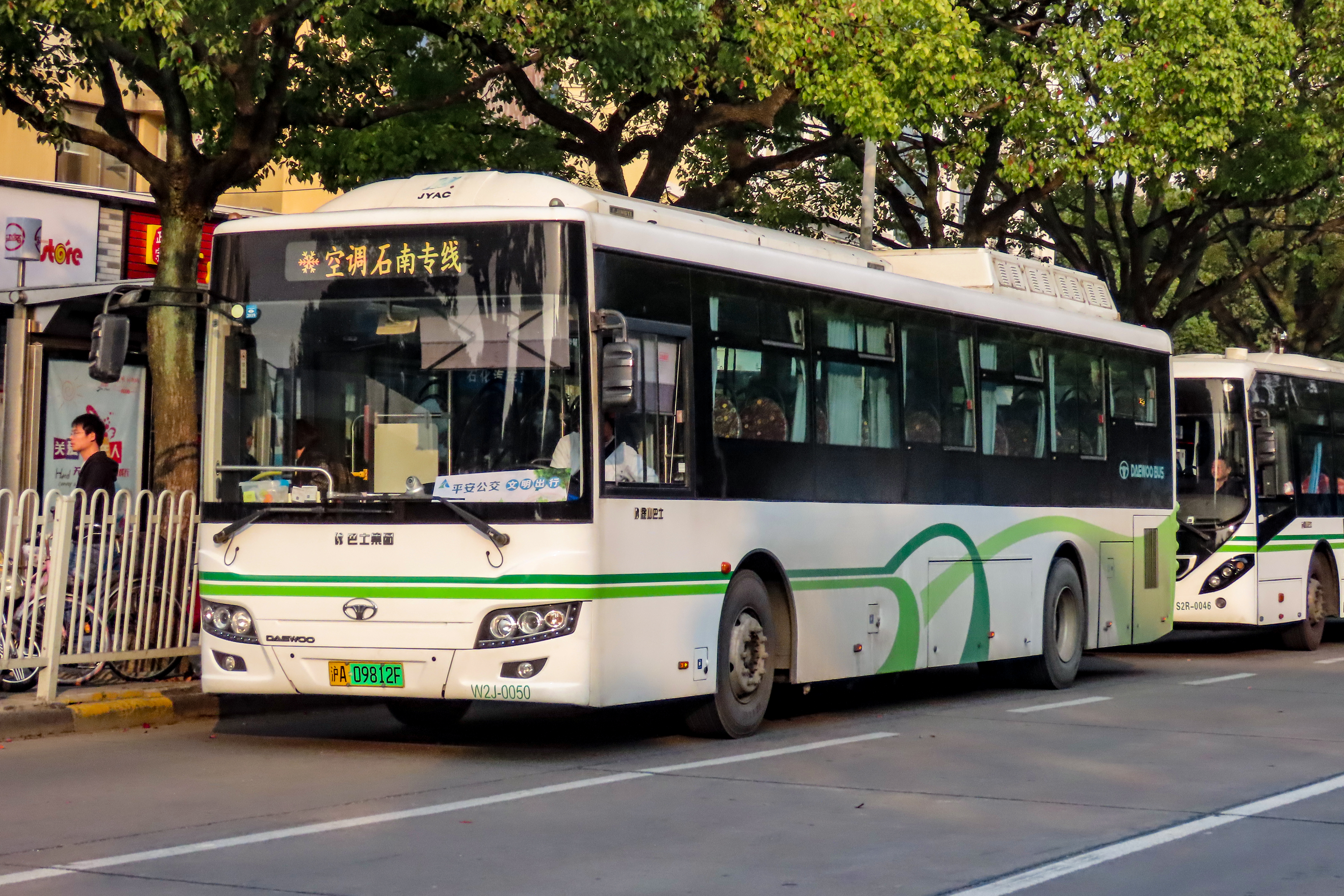
沪杭公路上拍上海公交石南专线
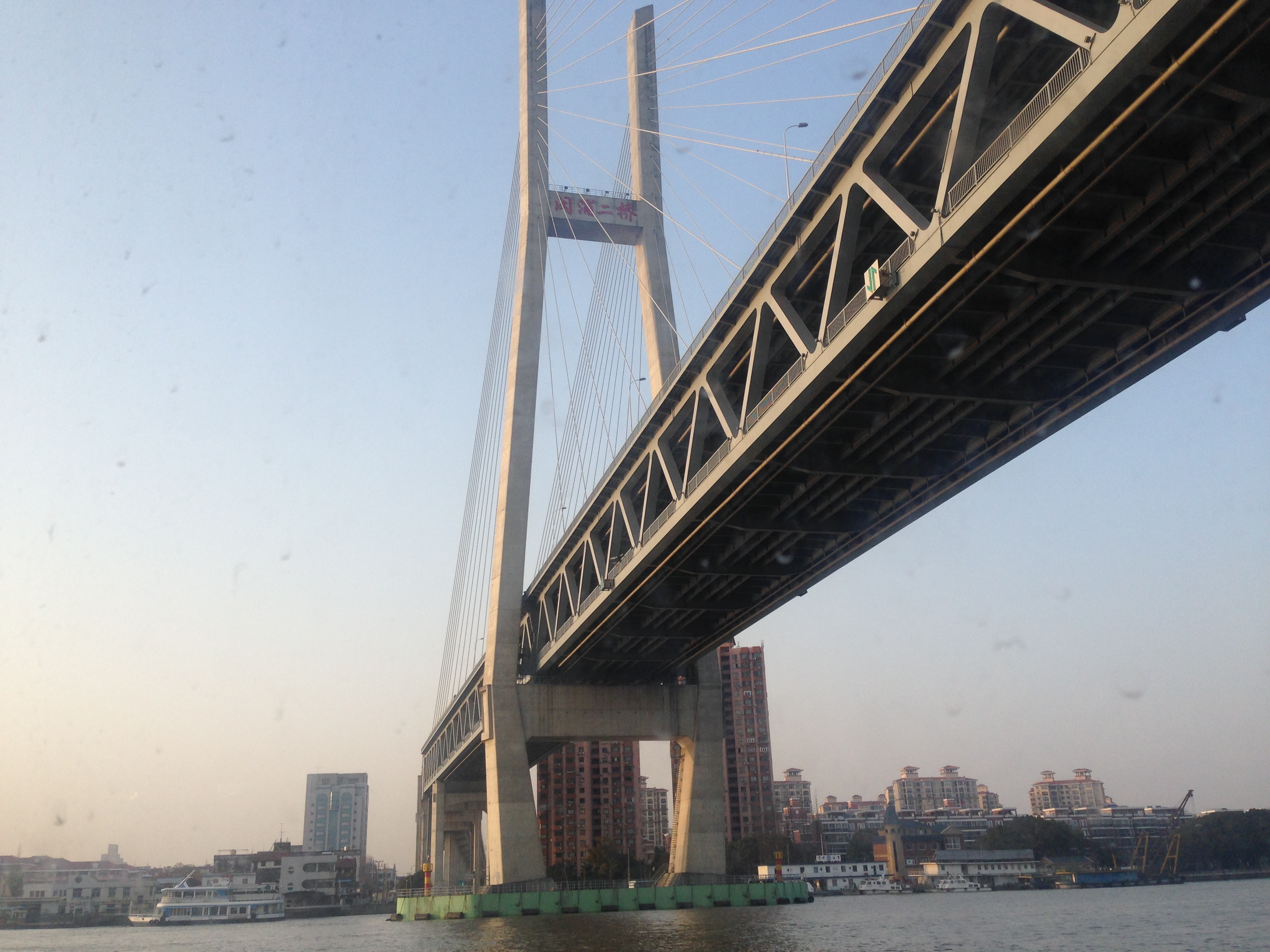
闵浦二桥，目前上海段的北终点